# Liste des évêques de Pemba
Cette page présente la liste des évêques de Pemba au Mozambique.
Le diocèse de Porto Amélia est créé le 5 avril 1957, par détachement de celui de Nampula.
Il change de dénomination le 17 septembre 1976 pour devenir le diocèse de Pemba (en) (Dioecesis Pembanus).

## Sont évêques
- 5 avril 1957-15 janvier 1975 : José dos Santos Garcia, évêque de Porto Amélia.
- 15 janvier 1975-8 novembre 1993 : Januário Machaze Nhangumbe, évêque de Porto Amélia, puis évêque de Pemba (17 septembre 1976).
- 8 novembre 1993-24 octobre 1997 : siège vacant
- 24 octobre 1997-16 novembre 2000 : Tomé Makhweliha
- 5 décembre 2000-22 février 2003 : Francisco Chimoio (pt)
- 22 février 2003-24 juin 2004 : siège vacant
- 24 juin 2004-27 octobre 2012 : Ernesto Maguengue
- depuis le 12 juin 2013 : Luiz Fernando Lisboa (pt)

## Sources
- L'ANNUAIRE PONTIFICAL, sur le site http://www.catholic-hierarchy.org, à la page